# 恋の痛手
「恋の痛手」 (Only Love Can Break a Heart) は、ジーン・ピットニーが1962年に発表した楽曲。全米2位を記録。作詞作曲はバート・バカラックとハル・デヴィッド。

## 解説
バート・バカラックとハル・デヴィッドのコンビは「恋の痛手」（1962）をジーン・ピットニー用に作曲したもののピットニーの反応はいまひとつで,カントリーを思わせる曲調にやや違和感をもっており,むしろB面の「恋のジューク・ボックス（If I Didn't Have a Dime (To Play the Jukebox)）」に魅力を感じ、DJたちにもB面のオンエアーを希望していたようだ。仕方なく録音したピットニーだったが結果は全米第2位を記録する大ヒットとなり、B面の「恋のジューク・ボックス」も全米58位を記録し両面ヒットとなった。皮肉にもその時第1位を記録したクリスタルズ「He's a rebel」はジーン・ピットニーの作品だった。
1967年にはマーガレット・ホワイティング盤が全米96位、1977年にはボビー・ヴィントン盤が全米99位を記録した。
ジーン・ピットニーは「True love never runs smooth」(1963)、「星影のベティ」（1963）、「フール・キラー」（1967）などバカラックの作品を数多く録音するが「恋の痛手」が最大のヒットであった。「愛の痛手」を邦題とする資料も存在する。日本ではAB面を逆にして発売され「恋のジューク・ボックス」がヒットした。

## 主要なカヴァー
- マーガレット・ホワイティング - （1967年）
- ボビー・ヴィントン - （1977年）
- ディオンヌ・ワーウィック - （1977年）

- ソニー・ジェイムス - （1972年）カントリー・チャート第2位
- ケニー・デール - （1979年）カントリー・チャート第9位